# Український класифікатор товарів зовнішньоекономічної діяльності
Український класифікатор товарів зовнішньоекономічної діяльності (УКТ ЗЕД) — систематизований перелік товарів, що складається на основі Гармонізованої системи опису та кодування товарів та затверджується законом про Митний тариф України.
Цей систематизований перелік товарів включає код товару, його найменування, одиницю вимірювання та обліку (ОВО). В УКТЗЕД товари систематизовано за розділами, групами, товарними позиціями, товарними підпозиціями, найменування і цифрові коди яких уніфіковано з Гармонізованою системою опису та кодування товарів.
Для докладнішої товарної класифікації використовується сьомий, восьмий, дев'ятий та десятий знаки цифрового коду.
Структура десятизнакового цифрового кодового позначення товарів в УКТЗЕД включає код групи (перші два знаки), товарної позиції (перші чотири знаки), товарної підпозиції (перші шість знаків), товарної категорії (перші вісім знаків), товарної підкатегорії (десять знаків).